# 1209
| 1209               |
| ------------------ |
| Dødsfald - Fødsler |
| • Begivenheder     |

| Gregoriansk kalender | 1209 MCCIX              |
| Ab urbe condita      | 1962                    |
| Armensk kalender     | 658 ԹՎ ՈԾԸ              |
| Kinesiske kalender   | 3905 – 3906 戊辰 – 己巳 |
| Etiopisk kalender    | 1201 – 1202             |
| Jødisk kalender      | 4969 – 4970             |
| Hindukalendere       |                         |
| - Vikram Samvat      | 1264 – 1265             |
| - Shaka Samvat       | 1131 – 1132             |
| - Kali Yuga          | 4310 – 4311             |
| Iransk kalender      | 587 – 588               |
| Islamisk kalender    | 605 – 606               |

Konge i Danmark: Valdemar Sejr 1202-1241
Se også 1209 (tal)

## Født
- Haji Bektash al-Wali - tyrkisk-talende sufi (død 1271).
- Valdemar den Unge - dansk medkonge fra 1215-1231.

## Dødsfald
- Nizami Ganjavi - Persisk digter (født 1141).
- Raimond-Roger af Trencavel - fransk greve (født 1185).